# Fondazione Sandretto Re Rebaudengo
La Fondazione Sandretto Re Rebaudengo è un'istituzione senza scopo di lucro nata a Torino nel 1995 che sostiene l'arte contemporanea e in particolare la produzione dei giovani artisti. L'ente è noto a livello internazionale ed è considerato una rilevante sede espositiva torinese.

## Storia dell'istituzione
La fondazione nasce il 6 aprile 1995 su iniziativa della sua presidente Patrizia Sandretto Re Rebaudengo. Viene nominato direttore artistico Francesco Bonami, che diventerà direttore onorario nel 2014.

## Le sedi

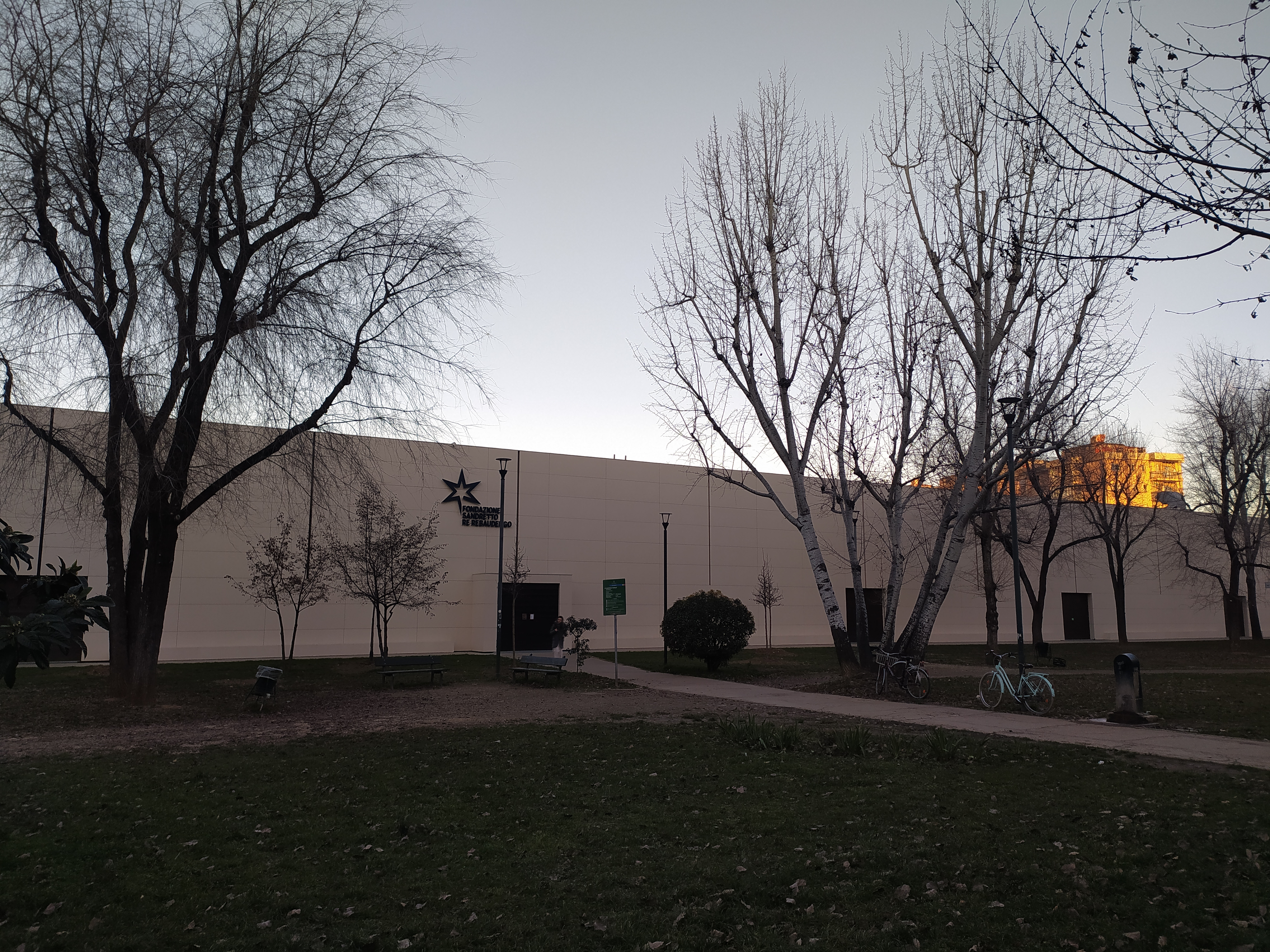
Veduta Fondazione Sandretto Re Reabudengo

La fondazione nasce con due sedi espositive: l'area urbana di Torino e Palazzo Re Rebaudengo a Guarene d'Alba.
Il centro per l'Arte di Torino in Borgo San Paolo è stato inaugurato nel 2002, sul sito dell'industria dismessa FERGAT ed è un'opera dell'architetto Claudio Silvestrin. Il Palazzo Re Rebaudengo di Guarene d'Alba è invece un edificio settecentesco tutelato dalla Sovrintendenza ai beni culturali. Il 25 settembre 2017, al Matadero di Madrid, Manuela Carmena Castrillo, sindaca del comune di Madrid, Patrizia Sandretto Re Rebaudengo, presidente della Fondazione Sandretto Re Rebaudengo, e Luìs Cueto, coordinatore generale del comune di Madrid, hanno annunciato la nascita della Fundación Sandretto Re Rebaudengo Madrid.
Nel 2022 la Fondazione ha annunciato di aprire la quarta sede nell'isola di San Giacomo in Paludo a Venezia: per fare ciò è previsto un piano di recupero dell'isola, attualmente in stato di rovina 

## Attività
La fondazione diffonde e promuove l'arte contemporanea, cercando di avvicinare un pubblico sempre più ampio tramite corsi d'arte per adulti, domeniche per le famiglie, laboratori per gli studenti ed il servizio di mediazione culturale, un mezzo per accompagnare il visitatore attraverso il percorso espositivo. La fondazione è promotrice di un programma di progetti sperimentali e interculturali. Sostiene gli artisti, anche tramite la committenza di nuove opere d'arte, il lavoro in sinergia con altre istituzioni per la diffusione e la valorizzazione dell'arte e l'organizzazione di residenze per giovani curatori.

## I progetti interculturali
A partire dal 2007, il dipartimento educativo della Fondazione promuove progetti interculturali in stretta collaborazione con giovani artisti e alcuni Centri Territoriali Permanenti cittadini: "A Vision of my Own" (2007-2008), "City Telling" (2008-2009), "Parole al vento" (2010).